# Kistalmács
Kistalmács (románul: Tălmăcel) település Romániában, Erdélyben, Szeben megyében.

## Fekvése
Nagytalmácstól délnyugatra fekvő település.

## Története
Talmács területe 955 után határőrhely volt; a besenyő talmács törzs vitézei alapították.
Nevét 1453-ban  emlitette először oklevél Kystholmach néven (Urkundenbuch V. 375, 384), majd 1488-ban Kleyn Talmacz néven volt említve. További névváltozatai: 1508-ban Cleynn Tholmacz, Cleynn Tolmacz, 1539-ben Kis Talmasch, 1588-ban Klein Talmecz (Suciu), 1733-ban Kis-Talmács, 1750-ben Telmecsel, 1760–1762 között Talmacsel, 1805-ben Talmatsel, 1808-ban Talmacsel ~ Kistalmács, Klein-Talmesch, 1861-ben Talmacsel, 1888-ban Kis-Talmács (Talmácsel, Klein-Talmesch).
1508-ban 10 szász telepesét említette egy oklevél: Kleyn Talmacz hospites 10. (Fabini)
Templomról nem maradtaK fenn adatok. Később szász, tehát katolikus lakói is megfogyatkoztak. A 20. század elején csak négy lutheránus lakosa maradt, görögkeletiek népesítették be. (Schematismus 1913.)
A trianoni békeszerződés előtt Szeben vármegye Nagyszebeni járásához tartozott.